# Бабушкін Роман Романович
Роман Романович Бабушкін (1919–1999) — Герой Радянського Союзу (1945), у роки німецько-радянської війни заступник командира батальйону по стройовій частині 550-го стрілецького полку 126-ї стрілецької дивізії 43-ї армії 3-го Білоруського фронту, гвардії старший лейтенант. Після війни в органах внутрішніх справ. Полковник внутрішньої служби. Заслужений працівник МВС СРСР.

## Біографія
Народився 27 січня 1919 року в селі Корсаковські Вершини (нині Белебеївський район, Башкортостан) в сім'ї селянина. Росіянин. Закінчив неповну середню школу. В 1936—1938 роках працював десятником по розробці лісу Червонопрапорного спиртзаводу в Белебеївському районі.
У Червону армію призваний в травні 1938 року Белебеївським райвійськкоматом БАССР. На фронті Другої світової війни з вересня 1942 року. Член ВКП(б) з 1942 року. У 1943 році закінчив курси молодших лейтенантів, в 1944 році — курси «Постріл».
7 квітня 1945 року гвардії старший лейтенант Роман Бабушкін в бою за оволодіння фортом № 5 північніше міста-фортеці Кенігсберг, перебуваючи в бойових порядках батальйону, особисто повів бійців на штурм фортеці.
Офіцер зі своєю групою форсував за допомогою штурмових містків водний канал і досяг фортечних стін. Проникнувши у фортецю через пророблений саперами шляхом підриву пролом в стіні, гвардії старший лейтенант Бабушкін з групою бійців зав'язав бій всередині форту. При цьому знищено 43 німецьких солдати й офіцери з гарнізону форту, з яких дванадцять солдатів і три офіцери знищені особисто гвардії старшим лейтенантом Р. Р. Бабушкім, і взято в полон 254 солдати й офіцери.
Своїми героїчними діями Р. Р. Бабушкін забезпечив успіх штурму форту № 5, що прикривав ближні підступи до Кенігсберга.
Звання Героя Радянського Союзу з врученням ордена Леніна і медалі «Золота Зірка» (№ 6266) гвардії старшому лейтенанту Бабушкіну Роману Романовичу присвоєно Указом Президії Верховної Ради СРСР від 19 квітня 1945 року.
У 1946 році Р. Р. Бабушкін демобілізований, працював комендантом табірного відділу МВС Башкирської АРСР, начальником виправно-трудових колоній № 9 і № 10. Заслужений працівник МВС СРСР. З 1973 року полковник внутрішньої служби Бабушкін Р. Р.  у відставці.
Помер 29 липня 1999 року. Похований в Уфі на Південному кладовищі.

## Нагороди
- Медаль «Золота Зірка» Героя Радянського Союзу (№ 6266) (19.4.1945)
- Орден Леніна
- Орден Вітчизняної війни I ступеня (6.4.1985)[4]
- Орден Червоної Зірки
- Медалі
- Заслужений працівник МВС СРСР

## Пам'ять
- Похований у місті Уфі на Південному кладовищі.
- У Жовтневому районі міста Уфи на фасаді будинку № 65 на проспекті Жовтня, в якому жив Герой, встановлена меморіальна дошка.
- Ім'я Р. Р. Бабушкіна увічнене на меморіальній дошці біля форту № 5 в місті Калінінграді.